# AK Большой Медведицы
AK Большой Медведицы (лат. AK Ursae Majoris) — одиночная переменная звезда в созвездии Большой Медведицы на расстоянии (вычисленном из значения параллакса) приблизительно 58556 световых лет (около 17953 парсеков) от Солнца. Видимая звёздная величина звезды — от +16,6m до +16m.

## Характеристики
AK Большой Медведицы — пульсирующая переменная звезда типа RR Лиры (RRC).